# Škuna
Škuna (en. schooner) je naziv za jedrenjak s dva ili više jarbola i kosnikom. Iznad kosnika se razapinju 3 prečke i prečnjača, na prednjem jarbolu 3-5 križnih jedara, a na krmenom jarbolu sošno jedro (sošnjača) i vrška. 
Posebne su vrste hibridi s barkom poznati škuna-bark i bark-škuna.
Škune su se prvi put pojavile u Nizozemskoj tijekom 17. stoljeća, a vrhunac razvitka su imale u SAD-a za vrijeme američkog rata za neovisnost.

## Vanjske poveznice
- Goleta Hrvatska tehnička enciklopedija, portal hrvatske tehničke baštine. LZMK